# Klub Jagielloński
Klub Jagielloński – polskie stowarzyszenie i niepartyjne środowisko polityczne o profilu konserwatywnym, republikańskim i nowochadeckim, założone w 1989 w Krakowie.

## Idee i cele
Klub stawia sobie za cel podtrzymywanie i szerzenie republikańskiego sposobu myślenia o Polsce i świecie. Organizacja powstała w 1989, tuż po zakończeniu obrad okrągłego stołu, a osobowość prawną uzyskała w roku 1994. Obecnie Klub jest organizacją ogólnopolską prowadząca działalność edukacyjną, ekspercką, publicystyczną oraz realizującą obywatelskie inicjatywy polityczne. Skupia głównie ekspertów, działaczy społecznych i publicystów młodego pokolenia o poglądach republikańskich, ordoliberalnych i konserwatywnych.
W swojej działalności Klub odwołuje się do dziedzictwa I Rzeczypospolitej i II Rzeczypospolitej, ruchu „Solidarności” oraz myśli i filozofii chrześcijańskiej. Zgodnie z Preambułą Statutu Stowarzyszenia misją Klubu Jagiellońskiego jest działanie dla dobra i pożytku Rzeczypospolitej oraz pomnażanie dziedzictwa duchowego, intelektualnego i politycznego Polski poprzez troskę o dobro wspólne, sprawiedliwość, odpowiedzialność, przedsiębiorczość oraz szacunek dla tradycji i religii.
Działalność ekspercka w ramach Centrum Analiz Klubu Jagiellońskiego prowadzona jest w duchu poszanowania czterech fundamentalnych wartości: wolności, własności, wspólnoty oraz tradycji.

## Historia
Pierwsze działania dzisiejszego Klubu Jagiellońskiego zapoczątkowała grupa studentów Uniwersytetu Jagiellońskiego w marcu 1988, jeszcze bez oficjalnej nazwy, zbierając podpisy za obroną prorektora UJ prof. Stanisława Grodziskiego. Wiosną 1989 zapadła decyzja o konieczności powstaniu koła naukowego przy krakowskiej uczelni. Kilka tygodni później powstał Studencki Klub Uniwersytetu Jagiellońskiego. 12 maja 1994 Klub uzyskał osobowość prawną. Pierwszym prezesem został Arkady Rzegocki. Na przełomie 1996 i 1997 członkowie stowarzyszenia zorganizowali szereg debat przed uchwaleniem konstytucji. W 2002 został wydany pierwszy numer (teka) „Pressji”, kwartalnika Klubu, pt. Dlaczego w Polsce nie ma Uniwersytetu?.
Do 2006 roku działalność Klubu koncentrowała się na wydawaniu pisma i organizowaniu debat, spotkań dyskusyjnych i seminariów tematycznych. Od 2006 zaczęto prowadzić projekty edukacyjne oraz prace eksperckie. Od 2009 roku prowadzona jest – początkowo pod nazwą Akademia Dojrzałych Obywateli – Akademia Nowoczesnego Patriotyzmu, która w 2015 roku objęła swoim zasięgiem wszystkie 16 województw. W 2013 roku uruchomiony został portal jagiellonski24.pl, a w roku 2015: think-tank Centrum Analiz Klubu Jagiellońskiego. Od 2005 Klub posiada własną siedzibę w Krakowie (aktualnie przy Rynku Głównym 34), a od października 2014: siedzibę w Warszawie (aktualnie przy ul. Andersa 35).
Z okazji Dnia Flagi RP 2 maja 2015 prezydent RP Bronisław Komorowski wręczył Klubowi Jagiellońskiemu flagę przyznaną w uznaniu działań prowadzonych na rzecz dobra Rzeczypospolitej. W październiku 2015 roku prezydent RP Andrzej Duda powołał prezesa Klubu Jagiellońskiego Krzysztofa Mazura w skład Narodowej Rady Rozwoju.

## Działalność i projekty
Klub Jagielloński posiada aktualnie dwa ośrodki centralne: w Krakowie przy Rynku Głównym 34 oraz w Warszawie przy ul. Andersa 35. Organizacja posiada również oddziały w Katowicach, Wrocławiu, Poznaniu i Gdańsku. W oddziałach odbywają się regularne spotkania i wykłady o charakterze eksperckim i formacyjnym, realizowane są lokalne projekty społeczne i edukacyjne, a także prowadzone są prace w ramach projektów ogólnopolskich.
Najważniejsze ogólnopolskie projekty Klubu to:
- Centrum Analiz Klubu Jagiellońskiego (CAKJ) – think-tank gromadzący kilkudziesięciu ekspertów podzielonych na kilkanaście zespołów tematycznych[5]. Rolą Centrum Analiz jest wypracowanie zaawansowanych diagnoz i rekomendacji rozwiązań najistotniejszych problemów polskiej gospodarki oraz życia publicznego, takich jak ustrój państwa, administracja, finanse publiczne, gospodarka, nauka i innowacje, edukacja, energetyka, transport, dyplomacja i bezpieczeństwo, polityka morska, ubezpieczenia społeczne, polityka rodzinna, mieszkalnictwo, rolnictwo oraz ochrona zdrowia. Dyrektorem CAKJ jest Tomasz Ociepka[6].

- klubjagiellonski.pl (wcześniej J24) – portal publicystyczny Klubu Jagiellońskiego, który pojawił się w sieci w sierpniu 2013 roku. Redaktorem naczelnym portalu jest Piotr Kaszczyszyn[7].

- półrocznik „Pressje” to intelektualne pismo społeczno-kulturalne tworzone przez środowisko skupione wokół Klubu Jagiellońskiego. Pismo powstało z inicjatywy m.in. Jadwigi Emilewicz[8], jego pierwszy numer ukazał się w 2002. Do października 2024 ukazało się 64 tek Pressji[9]. Redaktorami naczelnymi „Pressji” byli kolejno Arkady Rzegocki, od 2011 Paweł Rojek, od 2014 Jan Maciejewski i od 2018 Piotr Kaszczyszyn. Od 2021 funkcję tę pełni Konstanty Pilawa[10].
- Aplikacja Pola – uruchomiona w listopadzie 2015 aplikacja mobilna promująca patriotyzm konsumencki. Po zeskanowaniu kodu kreskowego wyświetla ocenę producenta uzależnioną od udziału polskiego kapitału w konkretnym przedsiębiorstwie, miejsca rejestracji, miejsca produkcji, tworzenia w Polsce miejsc pracy w sektorze badań i rozwoju oraz przynależności do zagranicznego koncernu[11]. Do lutego 2016 aplikację zainstalowało 80 000 razy i za jej pomocą zeskanowano ponad 1 000 000 kodów kreskowych[12].

## Członkowie honorowi
Honorowymi członkami Klubu byli w 2016 Antoni Dudek, Jadwiga Emilewicz, Tomasz Gąsowski, Jarosław Gowin (pierwszy rektor Wyższej Szkoły Europejskiej im. ks. Józefa Tischnera w Krakowie), Stanisław Kracik, Ryszard Legutko, Jacek Łodziński, Czesław Porębski, Waldemar Rataj, Arkady Rzegocki, Bogusław Sonik, Krzysztof Szczerski, nieżyjący już Józef Tischner, Artur Wołek i Henryk Woźniakowski (prezes Społecznego Instytutu Wydawniczego „Znak”).